# Sveriges socialförsäkringsminister
Sveriges socialförsäkringsminister är ett statsråd (minister) i Sveriges regering som är ansvarig för socialförsäkringsfrågor, bland annat pensioner, sjukförsäkringen och bidrag till föräldrar. Sedan 2022 innehar Anna Tenje (M) den positionen. Socialförsäkringsministern sitter på socialdepartementet, där socialministern är departementschef.

## Lista över socialförsäkringsministrar
| Nr |  | Minister                              | Tillträdde        | Avgick            | Varaktighet        | Parti | Parti              | Regering                         |
| -- |  | ------------------------------------- | ----------------- | ----------------- | ------------------ | ----- | ------------------ | -------------------------------- |
| 1  |  | Bo Könberg (född 1945)                | 4 oktober 1991    | 7 oktober 1994    | 3 år och 3 dagar   |       | Folkpartiet        | Bildt                            |
| 2  |  | Anna Hedborg (född 1944)              | 7 oktober 1994    | 22 mars 1996      | 3 år och 176 dagar |       | Socialdemokraterna | Carlsson III                     |
| 3  |  | Maj-Inger Klingvall (född 1946)       | 22 mars 1996      | 14 september 1999 | 3 år och 176 dagar |       | Socialdemokraterna | Persson                          |
| 4  |  | Ingela Thalén (född 1943)             | 14 september 1999 | 10 oktober 2002   | 3 år och 26 dagar  |       | Socialdemokraterna | Persson                          |
| 5  |  | Cristina Husmark Pehrsson (född 1947) | 6 oktober 2006    | 5 oktober 2010    | 3 år och 364 dagar |       | Moderaterna        | Reinfeldt                        |
| 6  |  | Ulf Kristersson (född 1963)           | 5 oktober 2010    | 3 oktober 2014    | 3 år och 363 dagar |       | Moderaterna        | Reinfeldt                        |
| 7  |  | Annika Strandhäll (född 1975)         | 3 oktober 2014    | 1 oktober 2019    | 4 år och 363 dagar |       | Socialdemokraterna | Löfven I, Löfven II              |
| 8  |  | Ardalan Shekarabi (född 1978)         | 1 oktober 2019    | 18 oktober 2022   | 3 år och 17 dagar  |       | Socialdemokraterna | Löfven II, Löfven III, Andersson |
| 8  |  | Anna Tenje (född 1977)                | 18 oktober 2022   | nuvarande         | 2 år och 199 dagar |       | Moderaterna        | Kristersson                      |